# Rock the Night
Rock the Night („Разтърси нощта“ ) е сингъл на шведската хардрок група „Юръп“. Песента е написана от техния вокал Джоуи Темпест през 1984. Представена е в албума „Криле за утре“ („Wings for Tomorrow“) през 1984, както и на турне същата година.
Сингълът е издаван два пъти – като сингъл от саундтрака на шведския филм „На свобода“ (1985) и като втори международен сингъл от албума „The Final Countdown“. Песента е включена и в албума „Хотелът със седемте врати“ (1985).
Пуснатата в 1986 версия става топ 10 хит във Франция, Ирландия, Италия и Швейцария. Достига 12-о място в Британската класация на сингли UK Singles Chart и 30-о място в класацията Billboard Hot 100. Клипът на песента е режисиран от Ник Морис и е заснет в „Hard Rock Cafe“ в Стокхолм. Това е първият видеоклип на „Юръп“ с участието на новия им китарист – Кий Марсело. Предишният им китарист – Джон Норъм напуска малко преди заснемането на видеоклипа.
Песента е включена във филма от 2007 г. „Hot Rod“ и в европейската версия на играта „Guitar Hero:On Tour“ на Nintendo DS.

## Състав
- Джоуи Темпест – вокал
- Джон Норъм – китара
- Джон Ливън – бас китара
- Мик Микели – клавир
- Иън Хогланд – барабани